# Victoria Memorial, Calcutta
Victoria Memorial är ett museum i Calcutta, nuvarande Kolkata, i Västbengalen i Indien. Det byggdes till minne av drottning Viktoria som var kejsarinna av Indien.
Med anledning av drottning Viktorias död i januari 1901 föreslog George Curzon, som var 
vicekung av Indien, att man skulle hedra henne med ett storslaget museum och en park i det som då var Indiens huvudstad. Den engelska arkitekten William Emerson, som var ordförande i Royal Institute of British Architects, utsågs till att rita byggnaden och den brittiska tronföljaren, senare kung Georg V lade den första stenen 4 januari 1906.
Byggnationen finansierades av Storbritannien och Brittiska Indien genom insamlade medel. Arbetet försenades av att Curzon lämnade Indien 1905 och att den lokala entusiasmen avtog. Byggnaden färdigställdes år 1921.

## Byggnaden
Victoria Memorial är byggt i en blandning av olika stilar med brittiska och indiska inslag.  Byggnaden är 103 meter lång, 69 meter bred och 56 meter hög och är, liksom Taj Mahal, byggd av vit marmor från staden Makrana. Takkupolen pryds av en fem meter hög staty av 
segergudinnan.

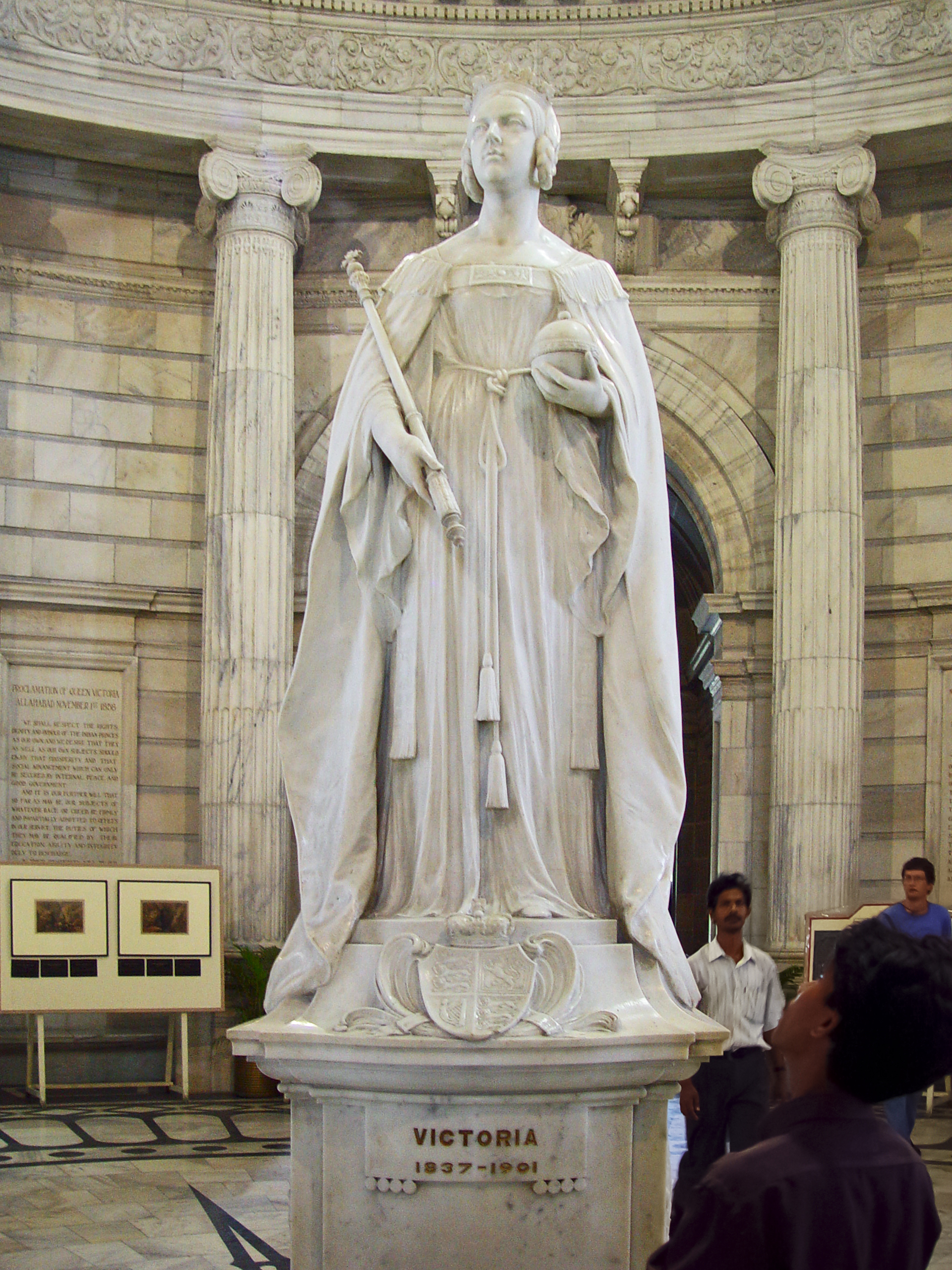
Staty av en ung drottning Viktoria på museet.

Museet består av 25 avdelningar  med föremål, målningar, skulpturer och böcker. I centrum står en staty av en ung drottning Viktoria av skulptören Thomas Brock.
Den kungliga salen rymmer porträtt och målningar av drottning Viktoria och prins Albert. Oljemålningarna är kopior av original i London. Här finns också ett piano och ett skrivbord i rosenträ som Viktoria använde som barn. 
Bland böckerna kan nämnas  illustrerade verk av William Shakespeare och Tusen och en natt och Rubaiyat av Omar Khayyam.
Själva byggnaden är dock den största sevärdheten.

## Parken

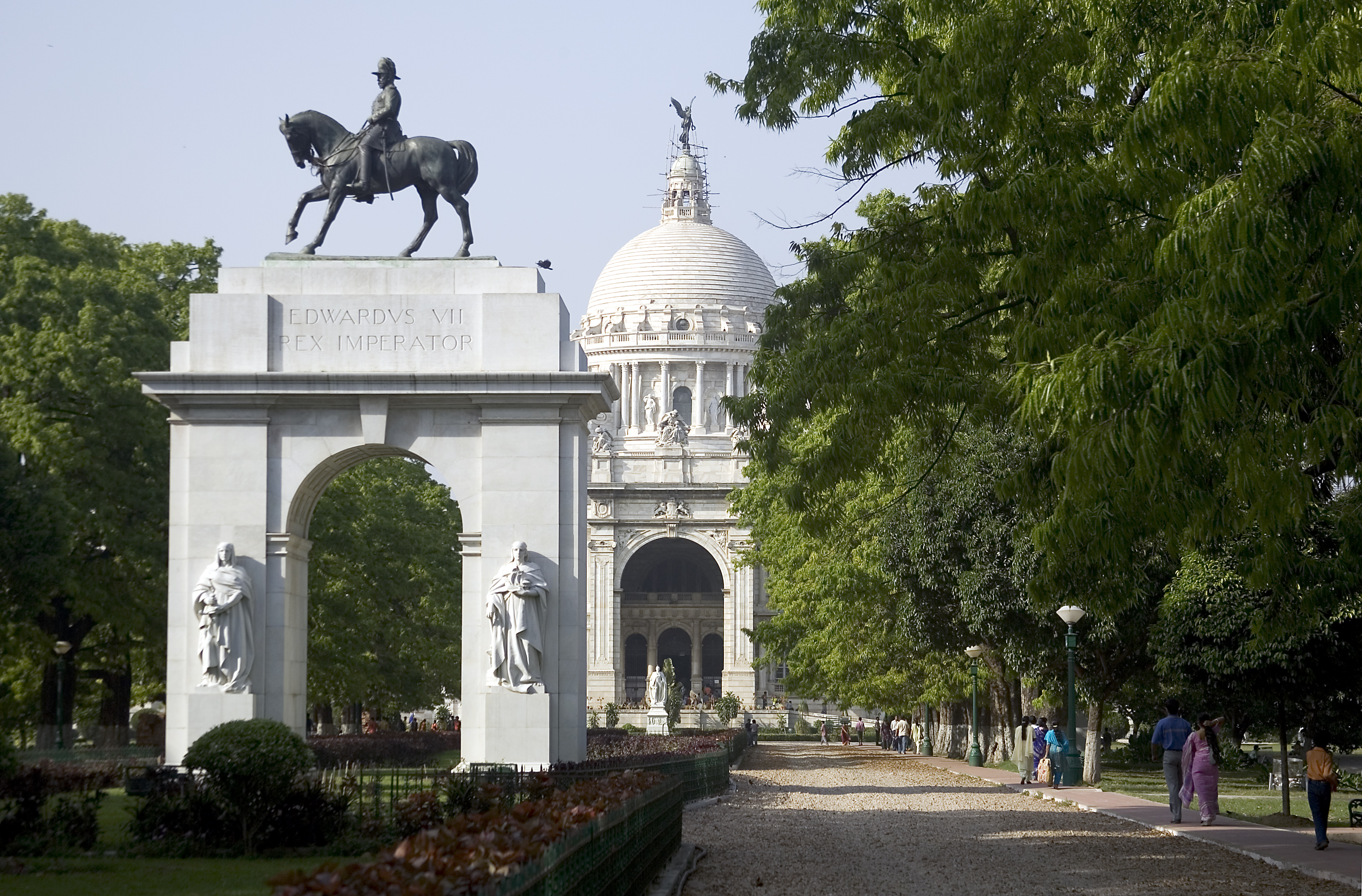
Kung Edward VII:s triumfbåge i parken.

Parken har en yta på 26 hektar och har ritats av Lord Redesdale och David Prain. Vid ingången finns en bronsstaty av drottning Viktoria sittande på sin tron med en mantel tillhörande Indiska stjärnorden och runt om i parken finns statyer av betydande män och  vicekungar.
Söder om Victoria Memorial finns en triumfbåge till minne om kung 
Edward VII och en marmorstaty av George Curzon.

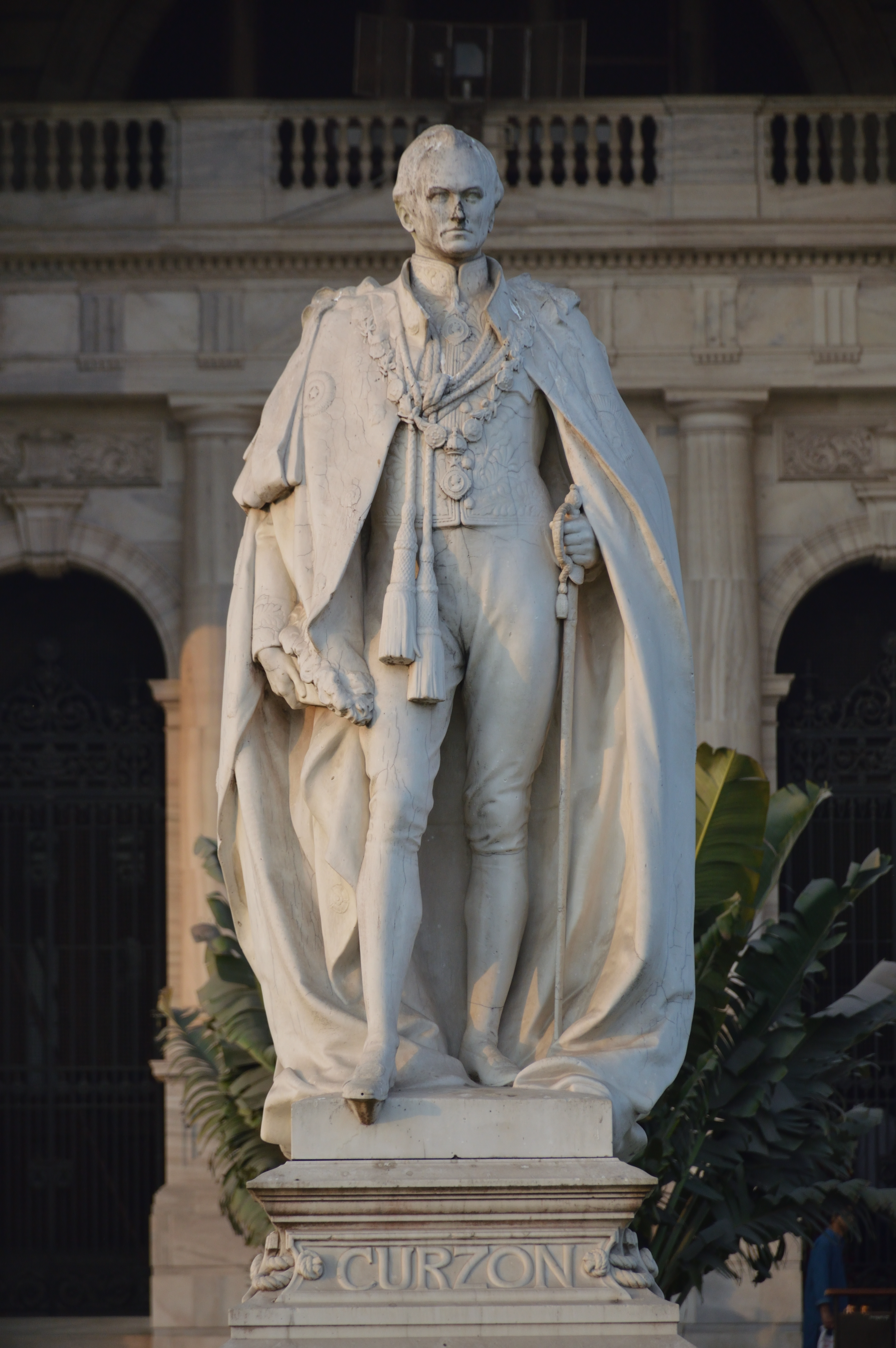
Staty av George Curzon.